# Bad Timing
Bad Timing é um filme de drama britânico de 1980, realizado por Nicolas Roeg.

## Elenco
- Art Garfunkel
- Theresa Russell
- Harvey Keitel
- Denholm Elliott
- Daniel Massey
- Lex van Delden